# Liste der Naturdenkmale in Mittenwalde
Die Liste der Naturdenkmale in Mittenwalde nennt die Naturdenkmale in Mittenwalde im Landkreis Dahme-Spreewald in Brandenburg.
In den Spalten befinden sich folgende Informationen:
- Nr.: Identifizierungsnummer nach veröffentlichter Liste. Sie wird von der unteren Naturschutzbehörde des Landkreises oder der kreisfreien Stadt vergeben. Wenn sie bekannt ist, wird sie angegeben. In dieser Spalte kann sich zusätzlich das Wort Wikidata befinden, der entsprechende Link führt zu Angaben zu diesem Naturdenkmal bei Wikidata.
- Bezeichnung: Benennung des Naturdenkmals, in der Regel wird bei Bäume die Baumart genannt. Bekannte Eigennamen werden mit angegeben.
- Gemarkung: Ort oder Gemarkung, in der sich das Naturdenkmal befindet
- Lage: Nennt die Lage des Naturdenkmals im jeweiligen Ortsteil und die geografischen Koordinaten des Naturdenkmals. Link zu einem Kartenansichtstool, um Koordinaten zu setzen. In der Kartenansicht sind Naturdenkmale ohne Koordinaten mit einem roten beziehungsweise orangen Marker dargestellt und können in der Karte gesetzt werden. Denkmale ohne Bild sind mit einem blauen bzw. roten Marker gekennzeichnet, Denkmale mit Bild mit einem grünen beziehungsweise orangen Marker.
- Beschreibung: die Beschreibung des Naturdenkmales
- Schutzzweck: Erläutert den Grund der Unterschutzstellung
- Bild: Zeigt ein Bild des Naturdenkmales und gegebenenfalls ein Link zu weiteren Fotos im Medienarchiv Wikimedia Commons

## Einzeldenkmale

### Gallun
| Bild | Bezeichnung                 | Lage | Beschreibung | Schutzzweck | Nummer |
| ---- | --------------------------- | --- | ------------ | ----------- | ------ |
| BW   | Phellodendron-Korkbaumallee | Gallun, Kallinchen, 1,6 km NNW Ortsrand, Straße nach Gallun; Flur 1, Flurstücke 28, 112, 114, 116, 118, 119, 121, 123, 125, 127, 132, 134 (52° 13′ 39,2″ N, 13° 32′ 52,9″ O) |              |             |        |
| BW   | Stieleiche                  | Gallun, südwestlich von Gallun, Flur 3, Flurstück 110/2 (52° 14′ 18,7″ N, 13° 33′ 47,9″ O)                                                                                   |              |             |        |

### Mittenwalde
| Bild                           | Bezeichnung | Lage                                                                               | Beschreibung | Schutzzweck | Nummer |
| ------------------------------ | ----------- | ---------------------------------------------------------------------------------- | ------------ | ----------- | ------ |
| Weitere Bilder Fotos hochladen | Stieleiche  | Mittenwalde, am Salzmarkt (unterhalb der Kirche) (52° 15′ 51,6″ N, 13° 32′ 5,4″ O) |              |             |        |

### Motzen
| Bild                                    | Bezeichnung    | Lage | Beschreibung | Schutzzweck | Nummer |
| --------------------------------------- | -------------- | --- | ------------ | ----------- | ------ |
| BW                                      | Flatterulme 1  | Motzen, auf dem Kirchhof (Kirchstraße) (52° 12′ 11,3″ N, 13° 34′ 55,6″ O)                                |              |             |        |
| BW                                      | Flatterulme 2  | Motzen, auf dem Kirchhof (Kirchstraße) (52° 12′ 12,2″ N, 13° 34′ 55,5″ O)                                |              |             |        |
| Direkt Bild zu diesem Denkmal hochladen | Flatterulme 3  | Motzen, auf dem Kirchhof (Kirchstraße) ()                                                                |              |             |        |
| BW                                      | Maulbeerbaum 1 | Motzen, südlich der Kirche auf dem Spielplatz der Kita (52° 12′ 11,4″ N, 13° 34′ 56,5″ O)                |              |             |        |
| BW                                      | Maulbeerbaum 2 | Motzen, auf dem Kirchhof, neben Maulbeerbaum 1 etwas näher zur Kirche (52° 12′ 11,9″ N, 13° 34′ 56,7″ O) |              |             |        |
| Direkt Bild zu diesem Denkmal hochladen | 8 Eschen       | Motzen, entlang der Mittenwalder Straße zwischen Hafenallee und dem Kiefernsteg ()                       |              |             |        |
| Direkt Bild zu diesem Denkmal hochladen | 16 Ahornbäume  | Motzen, ()                                                                                               |              |             |        |

## Flächennaturdenkmale

### Gallun
| Bild | Bezeichnung          | Lage                                       | Beschreibung  | Schutzzweck | Nummer |
| ---- | -------------------- | ------------------------------------------ | ------------- | ----------- | ------ |
| BW   | Altes Galluner Fließ | Gallun, (52° 15′ 12,6″ N, 13° 32′ 30,7″ O) | 35,363 Hektar |             | 4043   |

### Mittenwalde
| Bild | Bezeichnung                      | Lage | Beschreibung  | Schutzzweck | Nummer |
| ---- | -------------------------------- | --- | ------------- | ----------- | ------ |
| BW   | Kiesgrube Mittenwalde            | Mittenwalde, nordwestlich Mittenwalde (52° 14′ 46″ N, 13° 29′ 2,7″ O)                                    | 9,027 Hektar  |             | 4070   |
| BW   | Trockenhang Straße nach Gallun   | Mittenwalde, Trockenhangbereiche westlich Bahn; südlich Straße Gallun (52° 15′ 29,2″ N, 13° 32′ 29,7″ O) | 8,690 Hektar  |             | 4042   |
| BW   | Seechen Mittenwalde              | Mittenwalde, (52° 15′ 11,5″ N, 13° 32′ 38,3″ O)                                                          | 31,156 Hektar |             | 4044   |
| BW   | Fliegenhorst östlich Mittenwalde | Mittenwalde, (52° 16′ 41,3″ N, 13° 34′ 0,7″ O)                                                           | 14,776 Hektar |             | 4041   |
| BW   | Eichengrund östlich Mittenwalde  | Mittenwalde, (52° 16′ 8,2″ N, 13° 34′ 16,5″ O)                                                           | 9,951 Hektar  |             | 4041   |

### Ragow
| Bild | Bezeichnung | Lage                                                         | Beschreibung             | Schutzzweck | Nummer |
| ---- | ----------- | ------------------------------------------------------------ | ------------------------ | ----------- | ------ |
| BW   | Sölle Ragow | Ragow, nordwestlich Ragow (52° 13′ 22,5″ N, 14° 16′ 46,1″ O) | zwei Sölle, 6,432 Hektar |             | 4038   |

## Quelle
Die Daten wurden vom Umweltamt des Landkreises Dahme-Spreewald zur Verfügung gestellt.